# Diplotoxa anorbitalis
Diplotoxa anorbitalis är en tvåvingeart som beskrevs av Malloch 1931. Diplotoxa anorbitalis ingår i släktet Diplotoxa och familjen fritflugor. Inga underarter finns listade i Catalogue of Life.